# Václav Čundrle
Václav Čundrle (* 7. dubna 1944) byl český politik, v 90. letech 20. století poslanec České národní rady a Poslanecké sněmovny za Komunistickou stranu Československa, respektive za KSČM, později za Levý blok.

## Biografie
Ve volbách v roce 1990 byl zvolen do České národní rady za federální Komunistickou stranu Československa (KSČS), respektive za její českou větev KSČM. Ve volbách v roce 1992 mandát v České národní radě obhájil, nyní za koalici Levý blok, kterou tvořila KSČM a menší levicové skupiny (volební obvod Jihomoravský kraj). Zasedal v zahraničním výboru. Od vzniku samostatné České republiky v lednu 1993 byla ČNR transformována na Poslaneckou sněmovnu Parlamentu České republiky. Během volebního období 1992-1996 přešel do strany Levý blok (skupina reformní levice, která po rozpadu koalice Levý blok přijala název této střechové platformy a v parlamentu působila nezávisle na KSČM). Za tuto formaci pak ve volbách v roce 1996 neúspěšně kandidoval na pátém místě jihomoravské kandidátky LB.